# King's Chapel Burying Ground

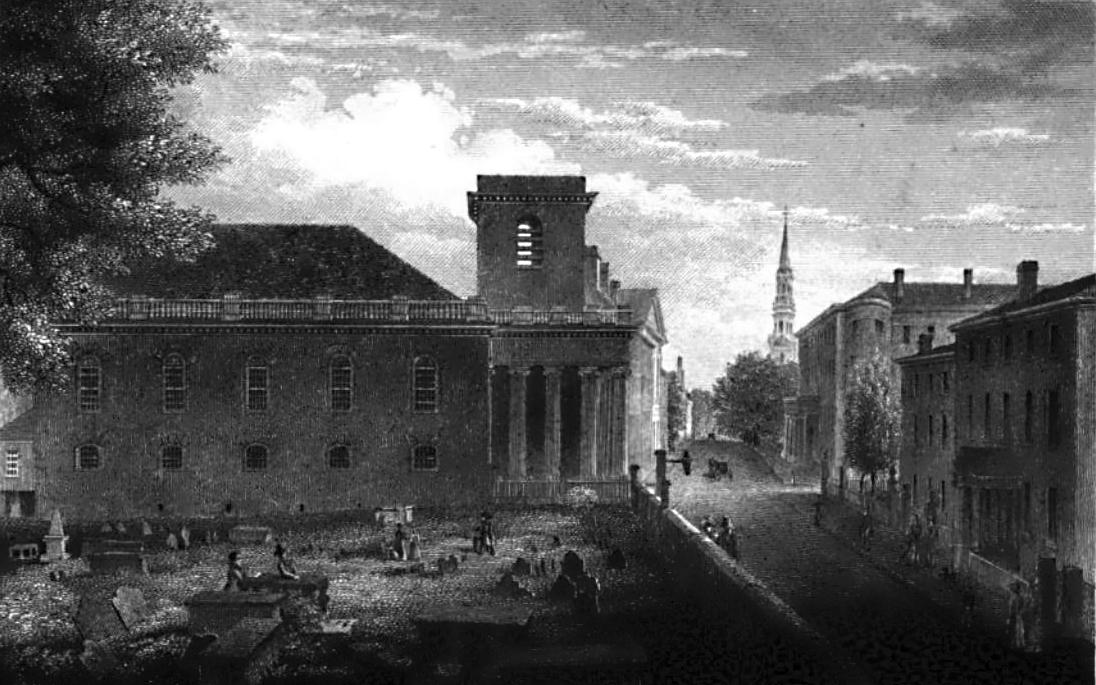
King's Chapel and Burying Ground, 1833

King's Chapel Burying Ground (en español, Cementerio Capilla del Rey) es un antiguo cementerio en King's Chapel en Tremont Street, en Boston, Massachusetts. Es el cementerio más antiguo de la ciudad y es uno de los sitio del Freedom Trail (Camino de la Libertad).
King's Chapel Burying Ground fue fundado en 1630 como el primer cementerio de la ciudad de Boston. Según la costumbre, el primer entierro fue el del propietario original del terreno, Isaac Johnson. Fue el único cementerio de Boston por 30 años (1630-1660). Después de ser incapaz de localizar tierra en otros lugares, en 1686, se le asigna a la congregación anglicana local la tierra del cementerio para construir la capilla.

## Entierros notables
- Charles Apthorp, comerciante.[2]
- Mary Chilton, primera mujer europea en pisar tierra en Nueva Inglaterra.
- Capitán Roger Clapp, miembro de la Antigua y Honorable Compañía de Artillería de Massachusetts, murió el 2 de febrero de 1691, antes vivía en Dorchester[3] (el hijo del capitán Clapp, Desire, está enterrado cerca de este)
- John Cotton (ministro), teólogo puritano.
- John Davenport (ministro), teólogo Puritano.
- William Dawes (en disputa[4]), héroe de la Revolución Americana.
- William Emerson (padre de Ralph Waldo Emerson)
- Robert Keayne, primer capitán de la Antigua y Honorable Compañía de Artillería de Massachusetts.
- John Lambert, pirata que navegó bajo John Quelch.[5]
- John Oxenbridge, teólogo puritano.
- Elizabeth Pain, cuya lápida es la fuente de inspiración del personaje Hester Prynne en La letra Escarlata.
- Dr. Comfort Starr, médico de Cambridge y fundador de la Universidad de Harvard.[6][7]
- Hezekiah Usher, primer librero y editor de libros en las colonias Británicas.
- John Wilson, teólogo puritano.
- John Winthrop, primer Gobernador puritano de Massachusetts.

## Galería de imágenes

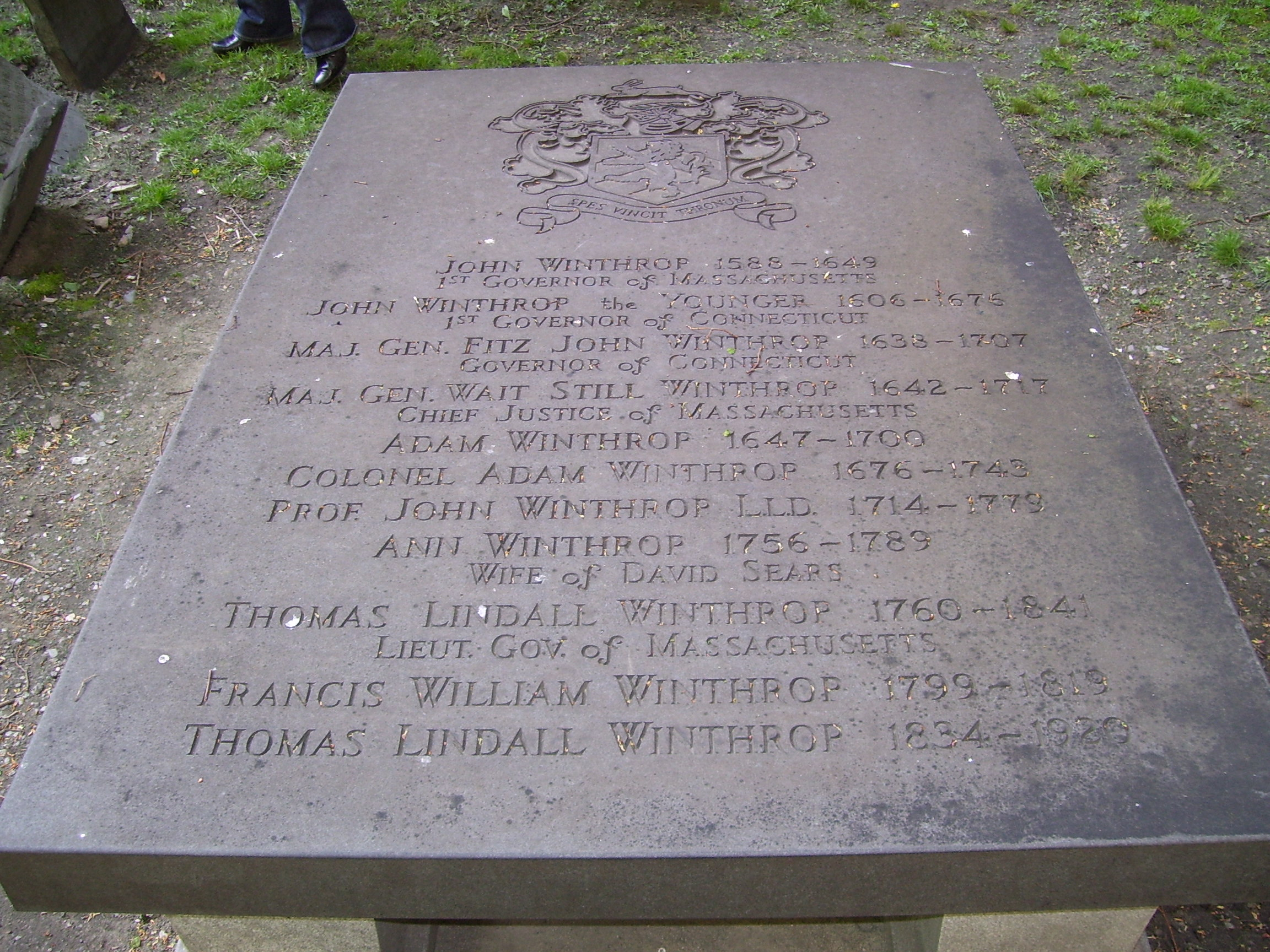
Tumba de John Winthrop (murió en 1649)
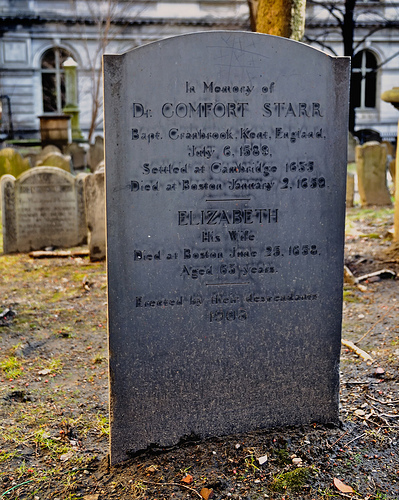
Lápida del Dr. Comfort Starr y su esposa Elizabeth.
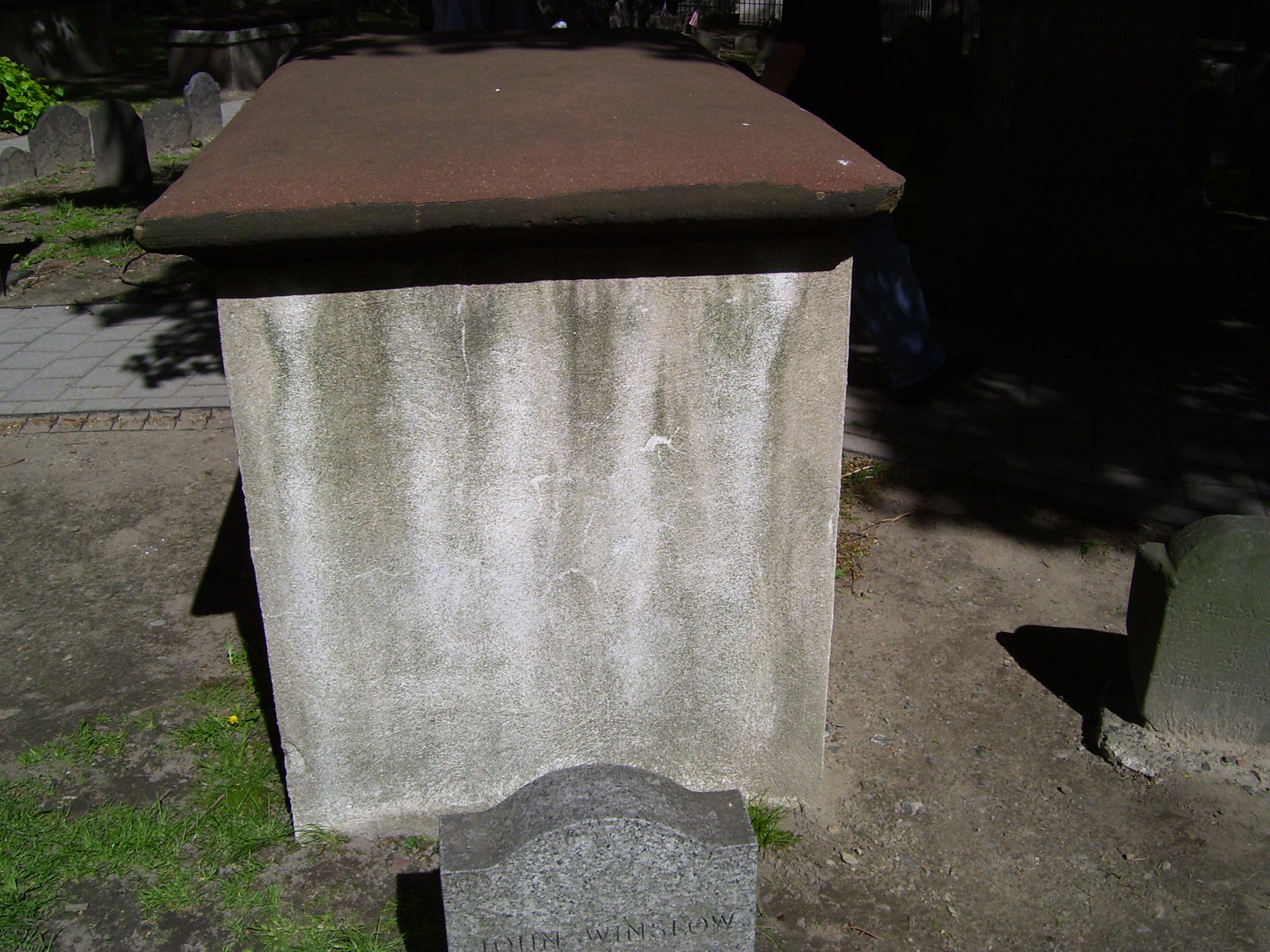
Tumba de Mary Chilton (murió c. 1679)
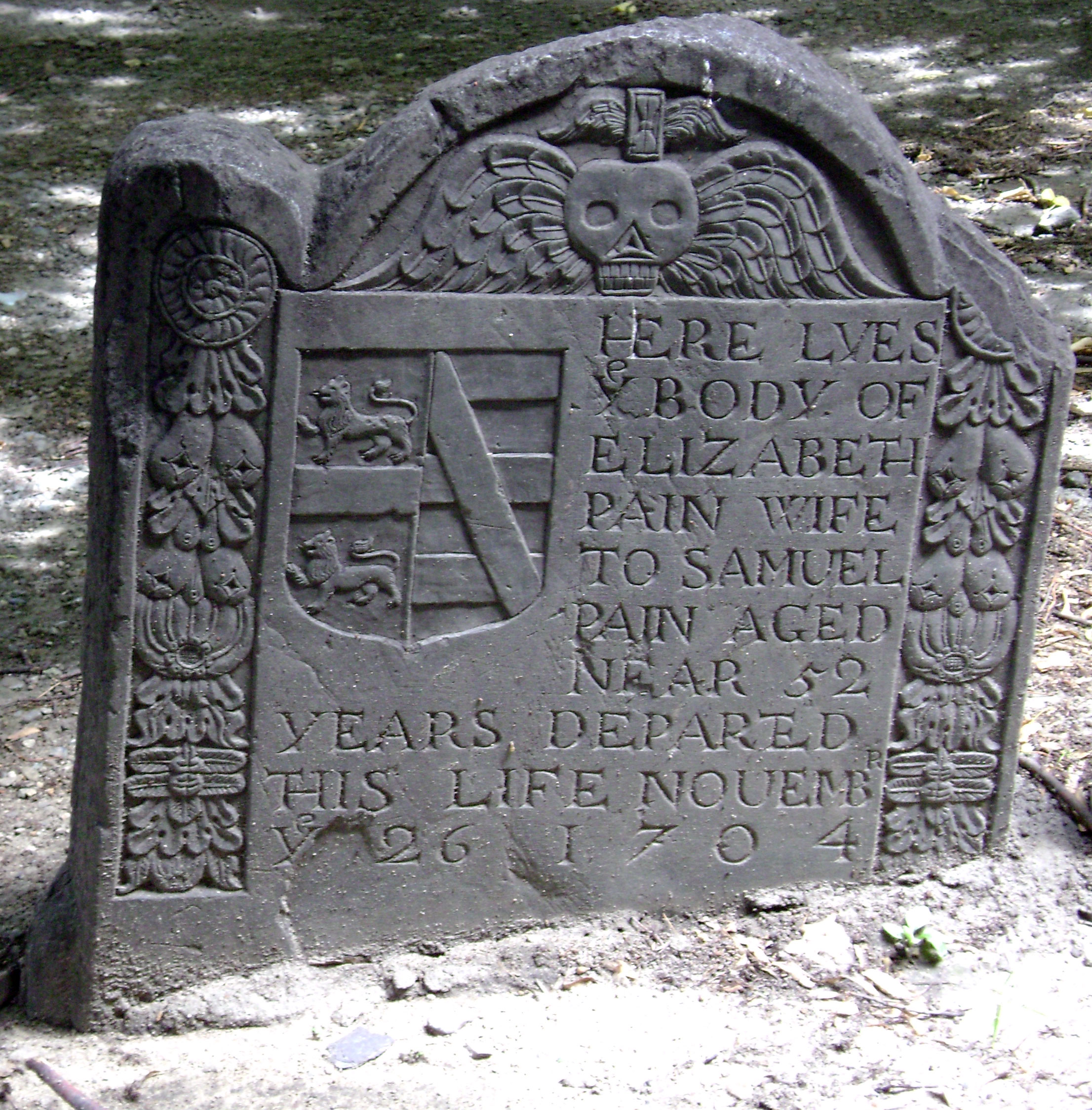
Tumba de Elizabeth Pain (murió en 1704)
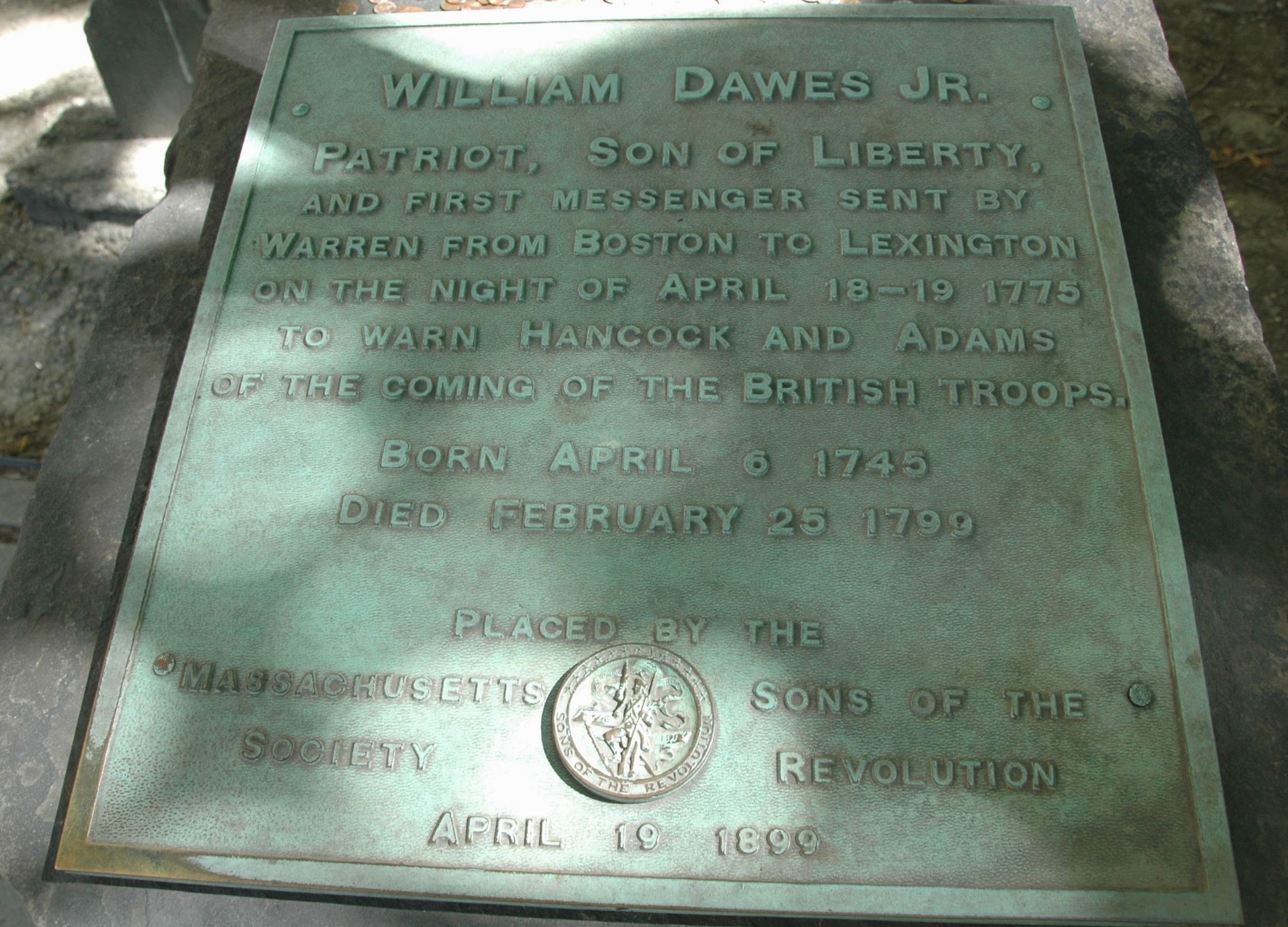
Tumba de William Dawes (murió en 1799)
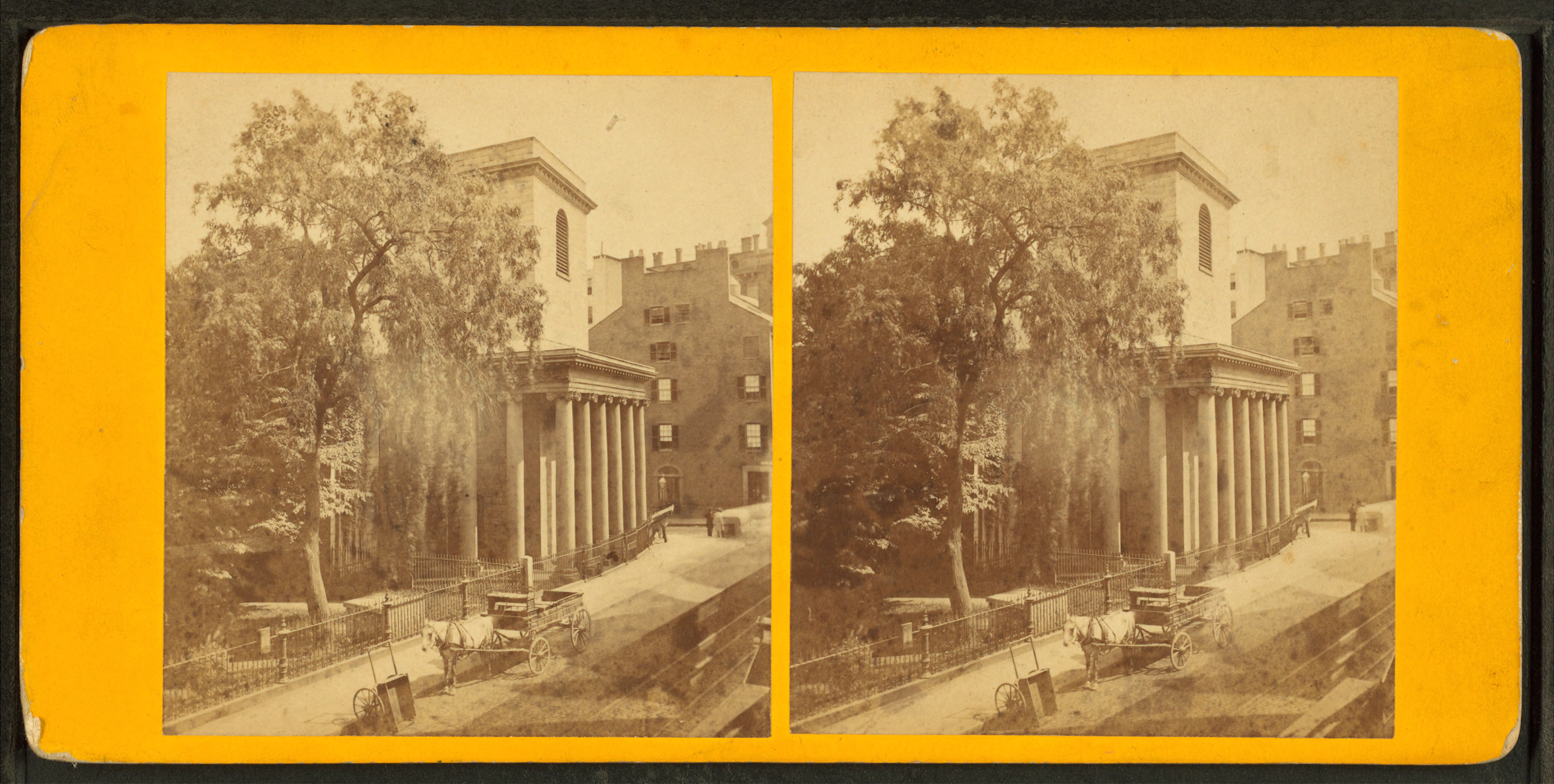
Vista de la calle Tremont, c. 1898
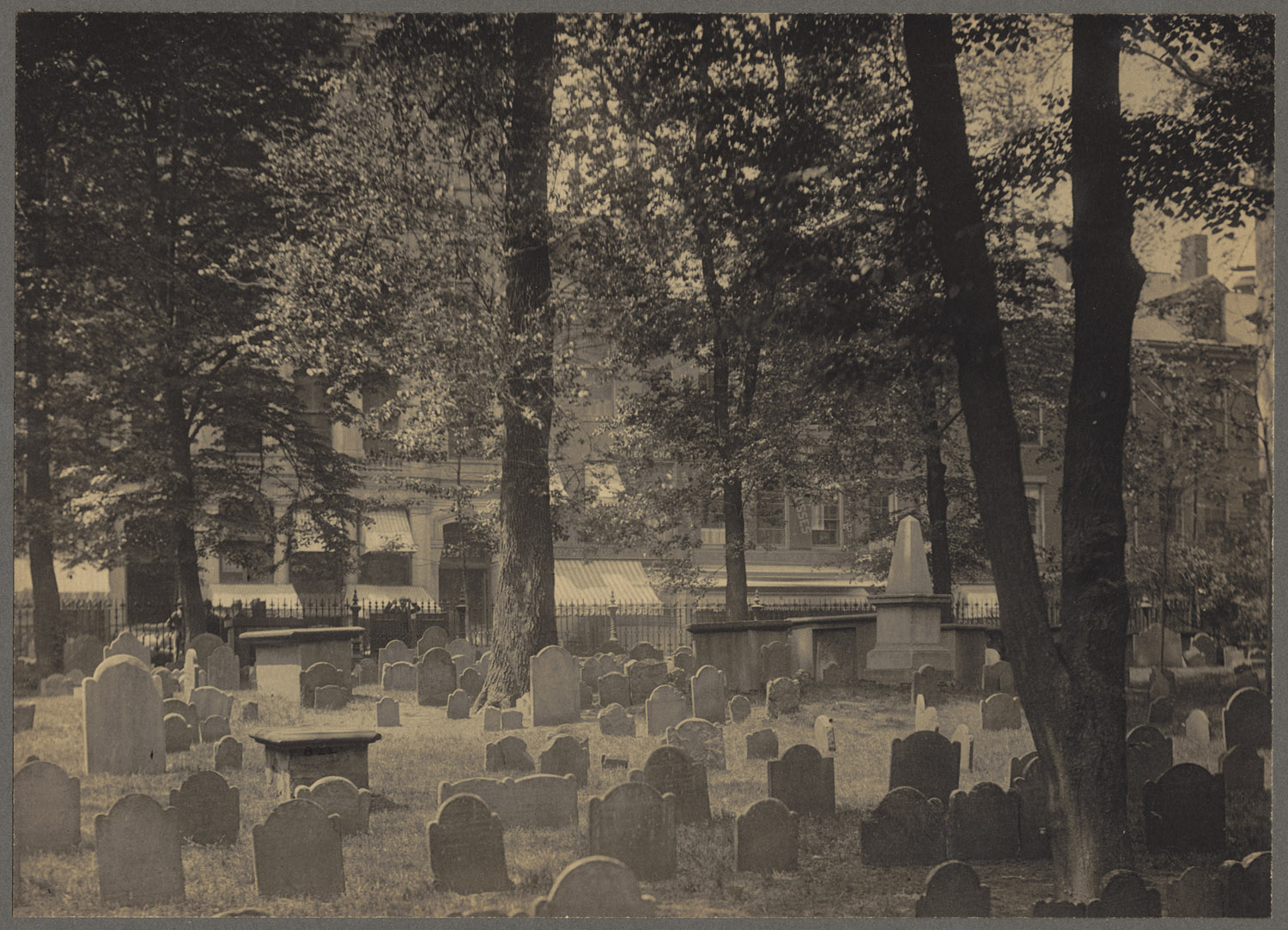
King's Chapel (a la derecha) y Cementerio (a la izquierda), siglo XIX